# Chimarra berghei
Chimarra berghei là một loài Trichoptera trong họ Philopotamidae. Chúng phân bố ở vùng nhiệt đới châu Phi.